# Муберг, Освальд
Освальд Муберг (швед. Osvald Moberg; 14 сентября 1888, Стокгольм — 22 декабря 1933, Стокгольм) — шведский гимнаст, чемпион летних Олимпийских игр 1908 года.
На Играх 1908 года в Лондоне Муберг участвовал только в командном первенстве, в котором его сборная заняла первое место.